# Talbrücke Wommen
Die Talbrücke Wommen ist eine 303,8 Meter lange Autobahnbrücke der A 4 / E 40 nördlich von Wommen (Gemeinde Herleshausen, Werra-Meißner-Kreis, Hessen) nahe der Landesgrenze zu Thüringen. Das Bauwerk überspannt den Bach Nesse und die Landesstraße 3251. Unmittelbar nördlich beginnt die Bundesstraße 400.

## Geschichte
Die südliche, dem Ort Wommen zugewandte Brückenhälfte, wurde zwischen 1938 und 1940 errichtet. Wegen des Zweiten Weltkriegs konnten beim nördlichen Teil nur die Gründung, sechs Pfeiler und vier Gewölbe fertiggestellt werden. Aufgrund der deutschen Teilung ging das Bauwerk zunächst nicht in Betrieb und blieb bis 1990 gesperrt.
Umgehend nach der Wende wurde nicht nur die Sanierung der alten Buntsandstein-Brücke in Angriff genommen, sondern auch die Neubauplanung für eine parallel geführte zweite Talbrücke, da dem Verkehrsprojekt Deutsche Einheit zur Verbesserung der Verkehrssituation auf der Bundesautobahntrasse der A 4 besondere Bedeutung zukam. Der Neubau der zweiten Brücke für die Richtungsfahrbahn Kirchheim erfolgte von 1992 bis 1993. Dazu wurden unter anderem die alten Brückenelemente, 7400 m³ Mauerwerk und Beton, abgebrochen. Von 1993 bis 1995 folgte der Umbau und die Instandsetzung der südlichen Brückenhälfte.

## Beschreibung

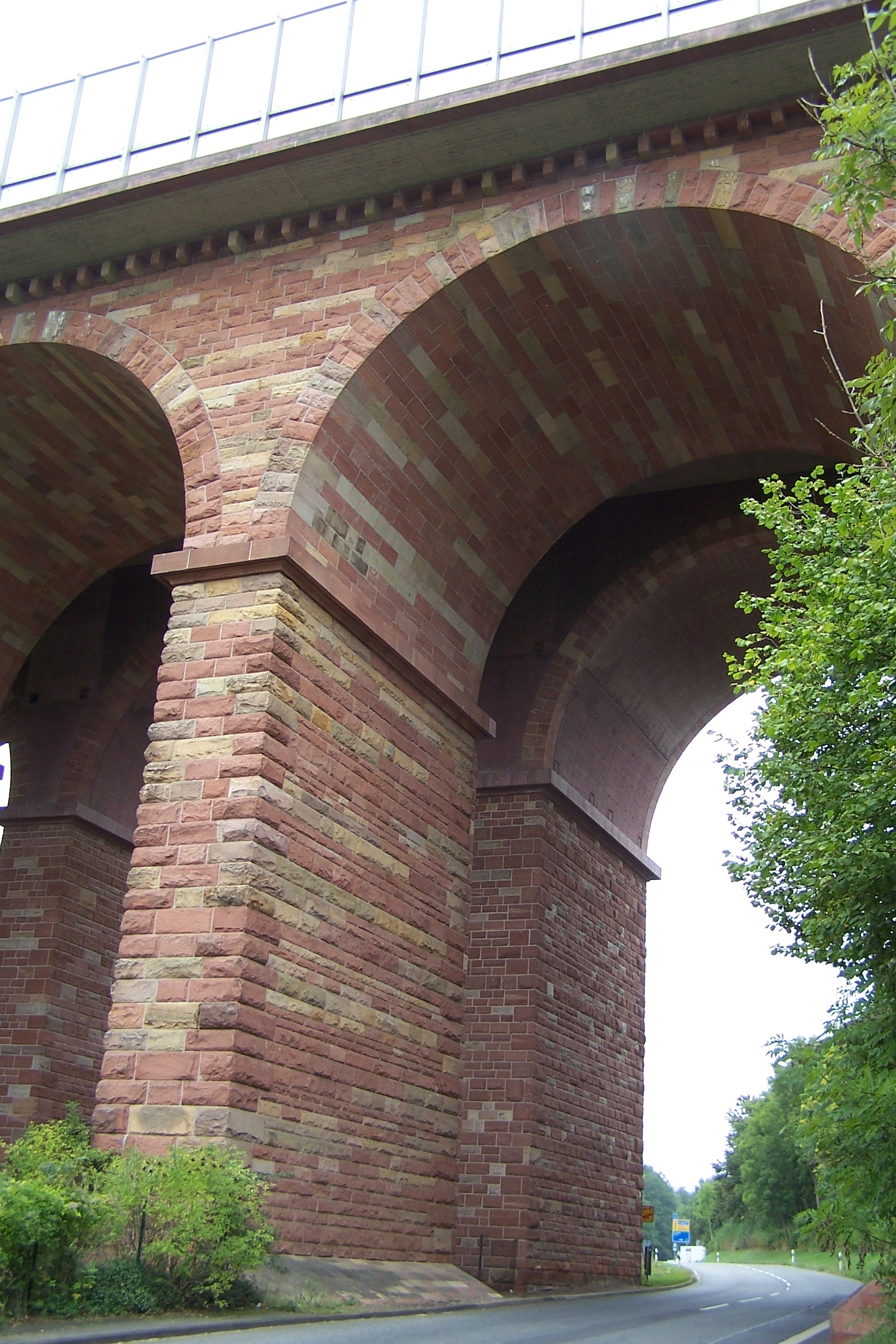
Bogenuntersicht, vorne alte und hinten neue Brücke

Die Talbrücke ist eine 26,5 Meter hohe Gewölbereihenbrücke mit 17 Bögen, die Pfeilerachsabstände betragen zwischen 16,525 und 18,05 Metern. In jeder Fahrtrichtung stehen zwei Fahrspuren mit Standstreifen zur Verfügung.
Die nördliche Brückenhälfte wurde, im Vergleich zu dem ersten Bauwerk, in der Brückenachse um 2,3 Meter nach Norden verschoben, errichtet. Die Abmessungen wurden analog zur südlichen Hälfte übernommen. Allerdings besteht die Tragkonstruktion aus 80 cm dicken Stahlbetonbögen, auf denen 25 cm dicke Stahlbetonquerscheiben im Abstand von 3,8 m angeordnet sind. Die Fahrbahnplatte weist eine Dicke von 25 cm auf und ist mit den Querscheiben monolithisch verbunden. Die Pfeiler besitzen einen Hohlquerschnitt aus Stahlbeton und sind im Innern mit Stahltreppen ausgerüstet. Die 14 mittleren Pfeiler sind auf Großbohrpfählen mit 1,3 m Durchmesser und bis zu 25 m Länge gegründet. Die aufwändige Bauweise sowie 5000 m² Natursteinverblendung ergaben Baukosten von rund 27,3 Mio. DM, was 5742 DM je Quadratmeter Brückenfläche entspricht und bezogen auf die Fläche mehr als doppelt so teuer war wie bei ähnlichen Brücken mit üblichen Spannbetonüberbauten.
Für beide Brücken wurde die Ansicht in Buntsandstein beibehalten. Bei dem Neubau wurde jedoch auf eine Verblendung der Bogenunterseiten aus Kostengründen verzichtet. Stattdessen kam ein eingefärbter Beton zur Anwendung.